# Juncus diastrophanthus
Juncus diastrophanthus är en tågväxtart som beskrevs av Franz Georg Philipp Buchenau. Juncus diastrophanthus ingår i släktet tåg, och familjen tågväxter. Inga underarter finns listade i Catalogue of Life.